# Sugden
Sugden je priimek več oseb:
- Gwynne Brian Sugden, britanski general
- Cecil Stanway Sugden, britanski general
- Henry Haskins Clapham Sugden, britanski general